# Miguel M. Abrahão
Miguel Martins Abrahão  (* 25. Januar 1961 in São Paulo) ist ein brasilianischer Schriftsteller, Historiker und Dramatiker.

## Leben
Miguel M. Abrahão studierte Geschichte, Journalismus und Pädagogik, und arbeitete in verschiedenen Bildungseinrichtungen, während er gleichzeitig einen Großteil seiner Zeit der Literatur widmete.
Er unterrichtete Geschichte Brasiliens beim Undergraduate-Programm in Journalismus an der Universidade Metodista de Piracicaba (UNIMEP) in den 1980er Jahren. Er war auch verantwortlich für das Theaterzentrum der  UNIMEP im Jahr 1979 und koordinierte alle Aktivitäten des Theaters im Jahr 1981.
Sein bekanntestes Bühnenwerk ist das 1983 entstandene A Escola, zu dem er 2007 eine Romanfassung veröffentlichte.
Er wohnt derzeit mit seiner Frau und drei Kindern in Rio de Janeiro.
Die meisten seiner Kinder- und Jugendbücher wurden, obwohl er sie bereits als Jugendlicher verfasst hatte, erst nach 1983 in Brasilien veröffentlicht.

## Werke

### Bühnenstücke
- 1973: As aventuras do Saci Pererê (Kindertheater)
- 1973: Pimpa, a Tartaruga (Kindertheater)
- 1976: O Dinheiro (Komödie)
- 1976: Armadilha (Drama)
- 1976: No Mundo Encantado da Carochinha (Kindertheater)
- 1977: O Descasamento (Komödie)
- 1977: Pensão Maloca (Komödie)
- 1978: A Casa (Komödie)
- 1978: O Covil das Raposas (Komödie)
- 1978: O Chifrudo (Komödie)
- 1978: Pássaro da Manhã (Jugendtheater)
- 1978: Alta-Sociedade (Komödie)
- 1981: O Minuto Mágico (Komödie)
- 1981: As Comadres (Komödie)
- 1981: Três
- 1983: A Escola (Geschichtsdrama)
- 1983: Bandidos Mareados (Kindertheater)
- 1992: O Rouxinol do Imperador (Kindertheater)

### Romane
- 1984: O Bizantino
- 1996: A Pele do Ogro
- 1996: O Strip do Diabo
- 2007: A Escola

### Kinder- und Jugendbücher
- 1971: As Aventuras de Nina, a Elefanta Esquisita
- 1973: As aventuras do Saci Pererê
- 1973: Biquinho
- 1973: Pimpa, a Tartaruga
- 1973: Confissões de um Dragão
- 1974: Lateco
- 1974: Arabela
- 1974: Junior, o Pato
- 1975: Bonnie e Clyde
- 1975: O Mistério da Cuca
- 1979: O Império dos Bichos
- 1983: O Caso da Pérola Negra

### Pädagogische Schriften
- 1985: Introdução aos Estudos Históricos (Didaktik)
- 1992: História Antiga e Medieval (Didaktik)
- 1992: História Antiga (Didaktik)
- 1992: História Medieval (Didaktik)